# Trentepohlia infernalis
Trentepohlia infernalis är en tvåvingeart som beskrevs av Alexander 1967. Trentepohlia infernalis ingår i släktet Trentepohlia och familjen småharkrankar. Inga underarter finns listade i Catalogue of Life.